# Karpiwka (hromada Łyman)
Karpiwka (ukr. Карпівка) – wieś na Ukrainie, w obwodzie donieckim, w rejonie kramatorskim. W 2001 liczyła 396 mieszkańców, spośród których 372 posługiwało się językiem ukraińskim, a 24 rosyjskim.